# Camponotus depressus
Camponotus depressus é uma espécie de inseto do gênero Camponotus, pertencente à família Formicidae.